# Max Simonet
Maxime Simonet, detto Max (Sonoma, 13 luglio ...), è uno sceneggiatore, produttore televisivo e doppiatore statunitense.
È noto soprattutto per aver co-creato e co-presentato il talk show online FishCenter Live, per aver co-creato e interpretato Steve in Tender Touches e per aver creato e interpretato Makasu in Gēmusetto, tutte per Adult Swim. Inoltre è il creatore di Gilbert Garfield, un alternate reality game e webserie che ospita su YouTube.

## Biografia
Nel 2007, Simonet si è diplomato alla Sonoma Valley High School, frequentando successivamente l'Hampshire College del Massachusetts fino al 2011. Più tardi si è trasferito a New York, dove ha tentato di lavorare come cabarettista, diventando tuttavia un artista grafico per l'agenzia di stampa satirica The Onion.

## Carriera
Nel periodo del college, Simonet ha ospitato un podcast settimanale per la stazione radio della sua scuola chiamata Yurt Radio, dalla durata di due ore ogni venerdì sera. Inoltre ha fatto parte del collettivo di stand-up comedy Crew Team Comedy (ora noto come Hampshire Stand-Up) e della band Gin & Tonics Acapella.
Nel 2012 lavorò per la rivista satirica The Onion per circa sei mesi come stagista grafico e illustratore, dove utilizzava principalmente il software Photoshop. Con l'azienda che ha trasferito i suoi uffici a Chicago, Simonet si è ritrovato a firmare per la Adult Swim, che stava formando un team online per la programmazione in diretta. Inizialmente, Simonet è stato introdotto all'azienda come assistente alla post-produzione nel 2012. Tra il 2013 e il 2015 ha lavorato inoltre come coordinatore della post-produzione per Adult Swim.
Dal 22 settembre 2014, Simonet conduce il programma FishCenter Live al fianco di Dave Bonawits, Andrew Choe, Matt Harrigan e Christina Loranger. Nell'ottobre dello stesso anno ha creato e sviluppato la webserie Cop Doctor, pubblicata sull'account Facebook ufficiale di Adult Swim fino al 31 maggio 2015. Dal 2015, Simonet conduce all'interno del podcast Crossword (in seguito diventato un live streaming e rinominato Dave & The Crossword Guys e Bloodfeast) sul sito ufficiale di Adult Swim. Tramite il podcast, Simonet ha successivamente avuto la possibilità di sperimentare con la programmazione animata, incoraggiato anche da Mike Lazzo e Matt Harrigan. Nel 2016, Simonet ha sviluppato la webserie Daytime Fighting League, in cui dei lottatori non professionisti competono sul ring mentre fanno cose scandalosamente stupide.
Nel 2017, Simonet ha co-creato la serie animata Tender Touches, basata sugli omonimi corti trasmessi all'interno di Dave & The Crossword Guys. Nel 2019 ha creato e prodotto la serie animata Gemusetto Machu Picchu, parodia anime basata sui corti di Bloodfeast.

## Filmografia

### Attore
- FishCenter Live – serie TV (2014-2020)
- Bloodfeast – serie TV (2015-2020)
- Daytime Fighting League – serie TV (2016-2017)
- Truthpoint: Darkweb Rising – serie TV, 1 episodio (2020)

### Doppiatore
- Cop Doctor – webserie (2014)
- Tender Touches – serie animata, 25 episodi (2017-2020)
- Gēmusetto – serie animata, 20 episodi (2019-2020)
- 12 oz. Mouse – serie animata, 4 episodi (2020)

### Regista
- Cop Doctor – webserie (2014)
- Tender Touches – serie animata, 25 episodi (2017-2020)
- Gēmusetto – serie animata, 20 episodi (2019-2020)

### Sceneggiatore
- Cop Doctor – webserie (2014)
- Gēmusetto – serie animata, 20 episodi (2019-2020)

### Produttore
- Daytime Fighting League – serie TV (2016-2017)